# لودنافیل

لودنافیل کربنات

لودنافیل (انگلیسی: Lodenafil) دارویی متعلق به دسته ای از داروها به نام مهارکننده PDE5 است که بسیاری از داروهای دیگر اختلال نعوظ مانند سیلدنافیل، تادالافیل و واردنافیل نیز به آن تعلق دارند. مانند اودنافیل و آوانافیل به نسل جدیدی از مهارکننده های PDE5 تعلق دارد.
لودنافیل به عنوان یک پیش دارو به شکل دیمر کربنات استر، کربنات لودنافیل، فرموله می شود که در بدن تجزیه می شود و دو مولکول از داروی فعال لودنافیل را تشکیل می دهد. این فرمول دارای فراهمی زیستی خوراکی بالاتری نسبت به داروی اصلی است.